# Lesní požáry v jižní Kalifornii v prosinci 2017

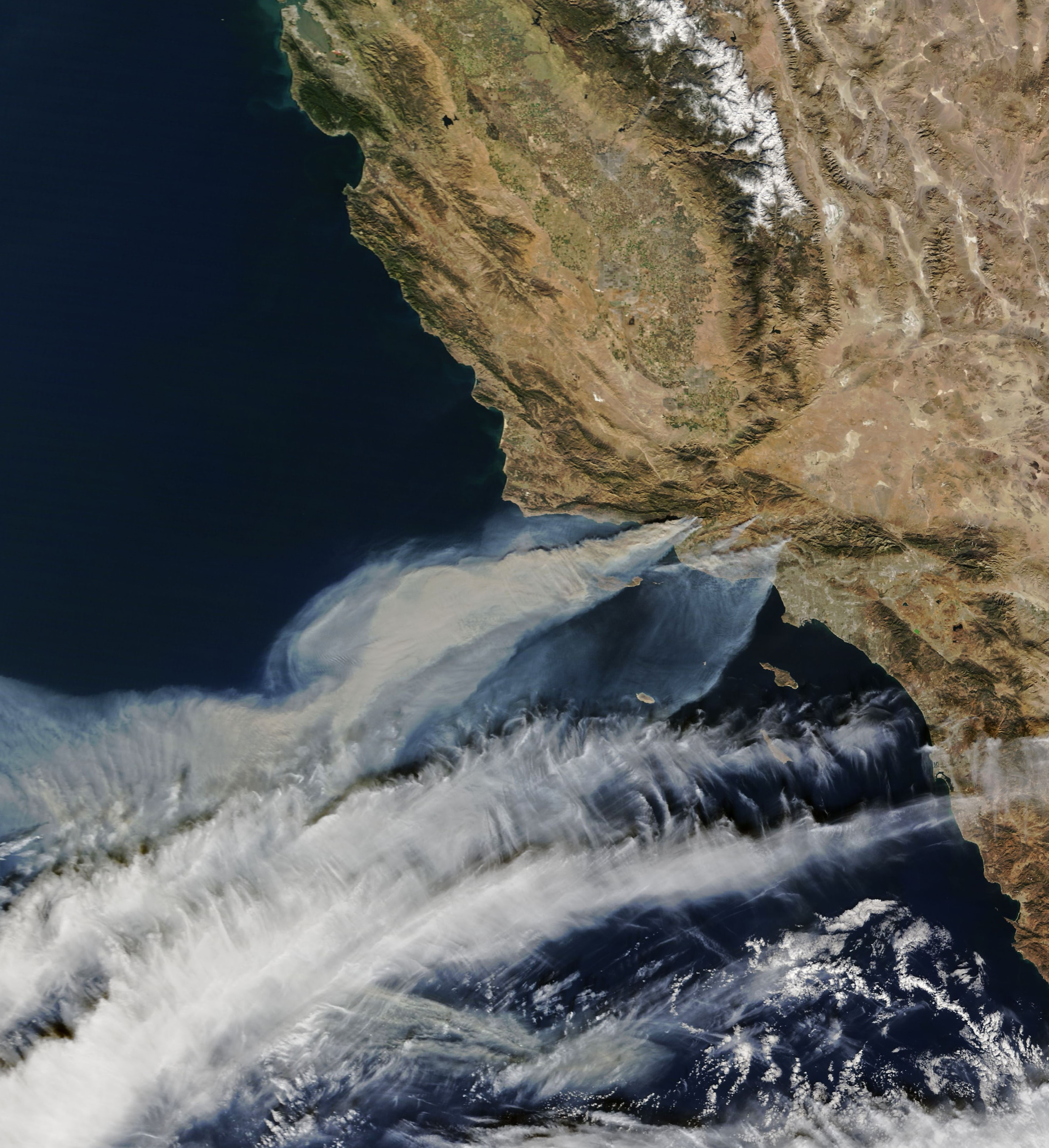
Kouř způsobený požáry

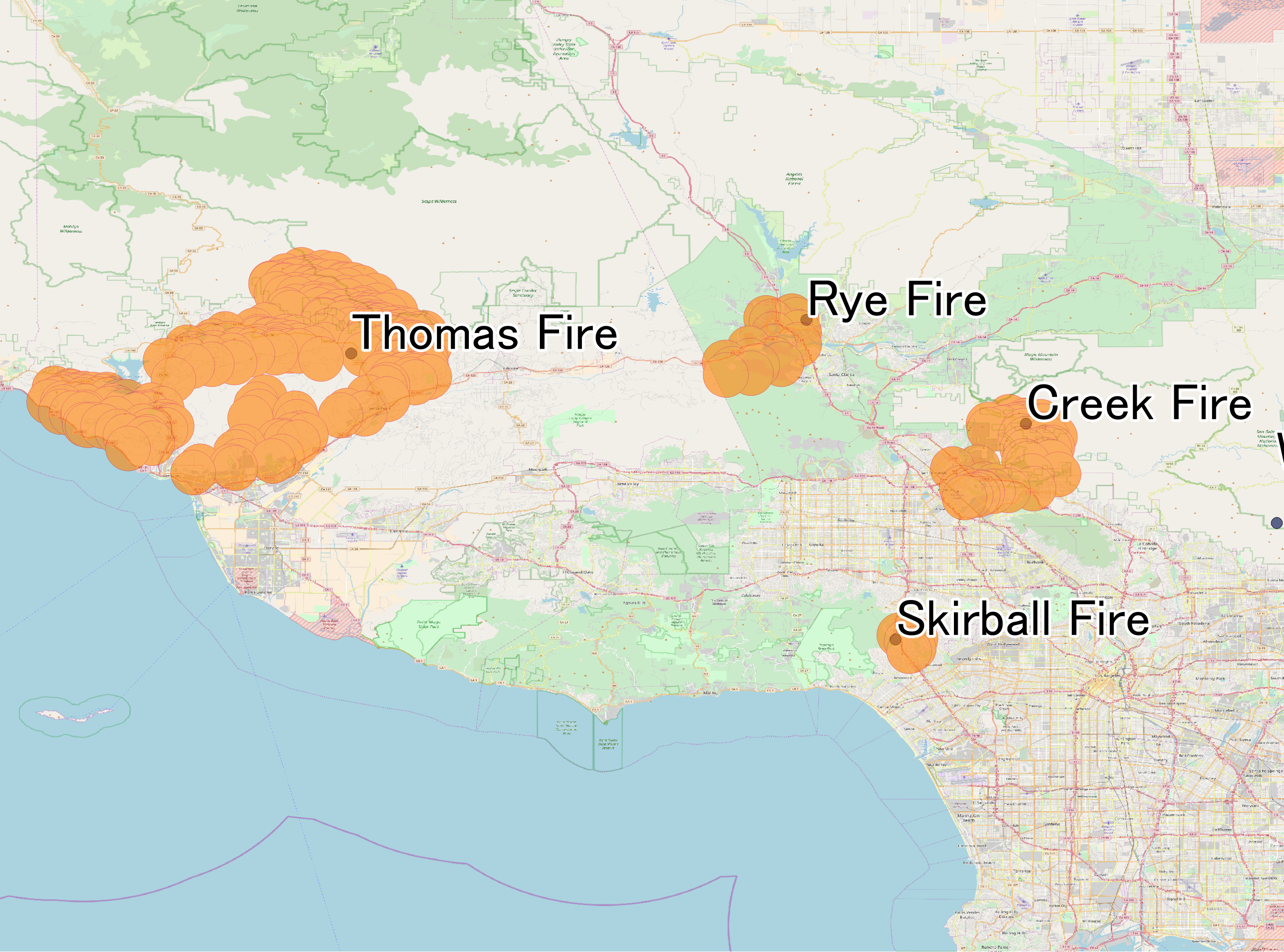
Prvotní požáry

Na začátku prosince 2017 vypukly na jihu Kalifornie série požárů, které zničily více než 1 355 budov, zabily jednu ženu a hasiče a zranily kolem 19 lidí. Vzniklo okolo 29 požárů, které zničily přes 307 953 akrů lesů, což čítá 124 624 hektarů. Požáry způsobily dopravní kalamity, smogy, masivní výpadky elektřiny a více než 230 000 lidí muselo opustit svoje domovy. Několik dní po vypuknutí požárů vyhlásil americký prezident Donald Trump v Kalifornii stav nouze. V jezdeckém centru v San Luis Rey při požáru uhořelo 25 koní.

## Požáry
| Název           | Okres          | Hektary | Vypuknutí požáru  | Uhašení požáru    | Oběti a zranění                          | Zdroj                                     |
| --------------- | -------------- | ------- | ----------------- | ----------------- | ---------------------------------------- | ----------------------------------------- |
| Riverdale       | Los Angeles    | 16      | 4. prosince 2017  | 6. prosince 2017  |                                          | [ 15 ]                                    |
| Thomas          | Ventura        | 114 078 | 4. prosince 2017  | 12. ledna 2018    | 2 zranění a 1 mrtvý hasič a 1 mrtvá žena | [ 16 ] [ 17 ] [ 18 ] [ 19 ] [ 13 ] [ 20 ] |
| Creek           | Los Angeles    | 6 321   | 5. prosince 2017  | 23. prosince 2017 | 3 zranění hasiči                         | [ 21 ] [ 22 ] [ 23 ]                      |
| Rye             | Los Angeles    | 2 448   | 5. prosince 2017  | 12. prosince 2017 | 1 zraněný hasič                          | [ 24 ] [ 16 ] [ 25 ]                      |
| Meyers          | San Bernardino | 14      | 5. prosince 2017  | 6. prosince 2017  |                                          | [ 26 ]                                    |
| Little Mountain | San Bernardino | 105     | 5. prosince 2017  | 7. prosince 2017  | 3 zranění                                | [ 27 ] [ 28 ] [ 29 ]                      |
| Paper           | San Bernardino | 1       | 5. prosince 2017  | 6. prosince 2017  |                                          | [ 30 ] [ 31 ]                             |
| Skirball        | Los Angeles    | 171     | 6. prosince 2017  | 15. prosince 2017 | 3 zranění hasiči                         | [ 32 ] [ 33 ]                             |
| Lilac           | San Diego      | 1 659   | 7. prosince 2017  | 16. prosince 2017 | 4 zranění lidé a 3 hasiči                | [ 34 ] [ 35 ]                             |
| Liberty         | Riverside      | 121     | 7. prosince 2017  | 9. prosince 2017  |                                          | [ 36 ] [ 37 ]                             |
| Sweetwater      | San Diego      | 3       | 8. prosince 2017  | 8. prosince 2017  |                                          | [ 38 ]                                    |
| El Sereno       | Los Angeles    | 2       | 8. prosince 2017  | 8. prosince 2017  |                                          | [ 39 ]                                    |
| Longhorn        | Riverside      | 8       | 13. prosince 2017 | 13. prosince 2017 |                                          | [ 40 ]                                    |
| Coast           | Santa Barbara  | 6       | 14. prosince 2017 | 15. prosince 2017 |                                          | [ 41 ]                                    |
| Range 219       | San Diego      | 41      | 15. prosince 2017 | 15. prosince 2017 |                                          | [ 42 ]                                    |
| Drum            | Santa Barbara  | 6       | 16. prosince 2017 | 17. prosince 2017 |                                          | [ 43 ]                                    |
| Riverbottom     | Riverside      | 18      | 21. prosince 2017 | 24. prosince 2017 |                                          | [ 44 ] [ 45 ]                             |
| Oro Vista       | Los Angeles    | 5       | 28. prosince 2017 | 29. prosince 2017 |                                          | [ 46 ] [ 47 ]                             |